# Салиха (село)
Са́лиха (укр. Салиха) — село, входит в Таращанский район Киевской области Украины.
Население по переписи 2001 года составляло 890 человек. Почтовый индекс — 09520. Телефонный код — 4566. Занимает площадь 3,981 км². Код КОАТУУ — 3224486001.

## Местный совет
09520, Київська обл., Таращанський р-н, с.Салиха